# 普伊萬科查湖
10°27′22″S 76°44′10″W / 10.45611°S 76.73611°W
普伊萬科查湖（Puyhuanccocha），是秘魯的湖泊，位於該國中部瓦努科大區的勞里科查省，處於安第斯山脈的勞拉山脈地區，該湖泊處於廷基科查湖以南。